# ビシュケク人文大学
ビシケク国立大学（びしけくこくりつだいがく、英語: Bishkek State University、公用語表記: Бишкек Мамлекиттик Университети）は、ビシケク特別市に本部を置くキルギス共和国の国立大学。1979年創立、1979年大学設置。大学の略称はБГУ。

## 沿革
ビシケク国立大学(英語:Bishkek State University、キルギス語: Бишкек мамлекиттик университети、ロシア語:Бишкекский государственный университет)は、1979年にキルギス・ソビエト社会主義共和国立フルンゼロシア語ロシア文学教育大学として創立され、キルギス共和国独立後には、国立言語・人文科学大学に改称、1994年に、ビシケク人文大学、2019年に現在の名称となる。正式名称は、カラサエフ記念ビシケク国立大学である（英語名称： K. Karasaev Bishkek State University）。ロシア語はБГУ、キルギス語での略称はБМУ、英語での略称はBSUである。2019年7月の教育科学省令により、ビシケク人文大学（Bishkek Humanities University）からビシュケク国立大学（Bishkek State University）に名称変更となった。
キルギス共和国における本格的な日本語教育の草分けのひとつであり、2004年にはキルギス共和国の高等教育機関として初めて東洋国際関係学部に日本語日本文学講座]が開設された。日本語日本文学講座には、2016年5月時点で、第一東洋言語、第二東洋言語、修士課程の学生を合わせると、113名が在籍している。

## 学部組織

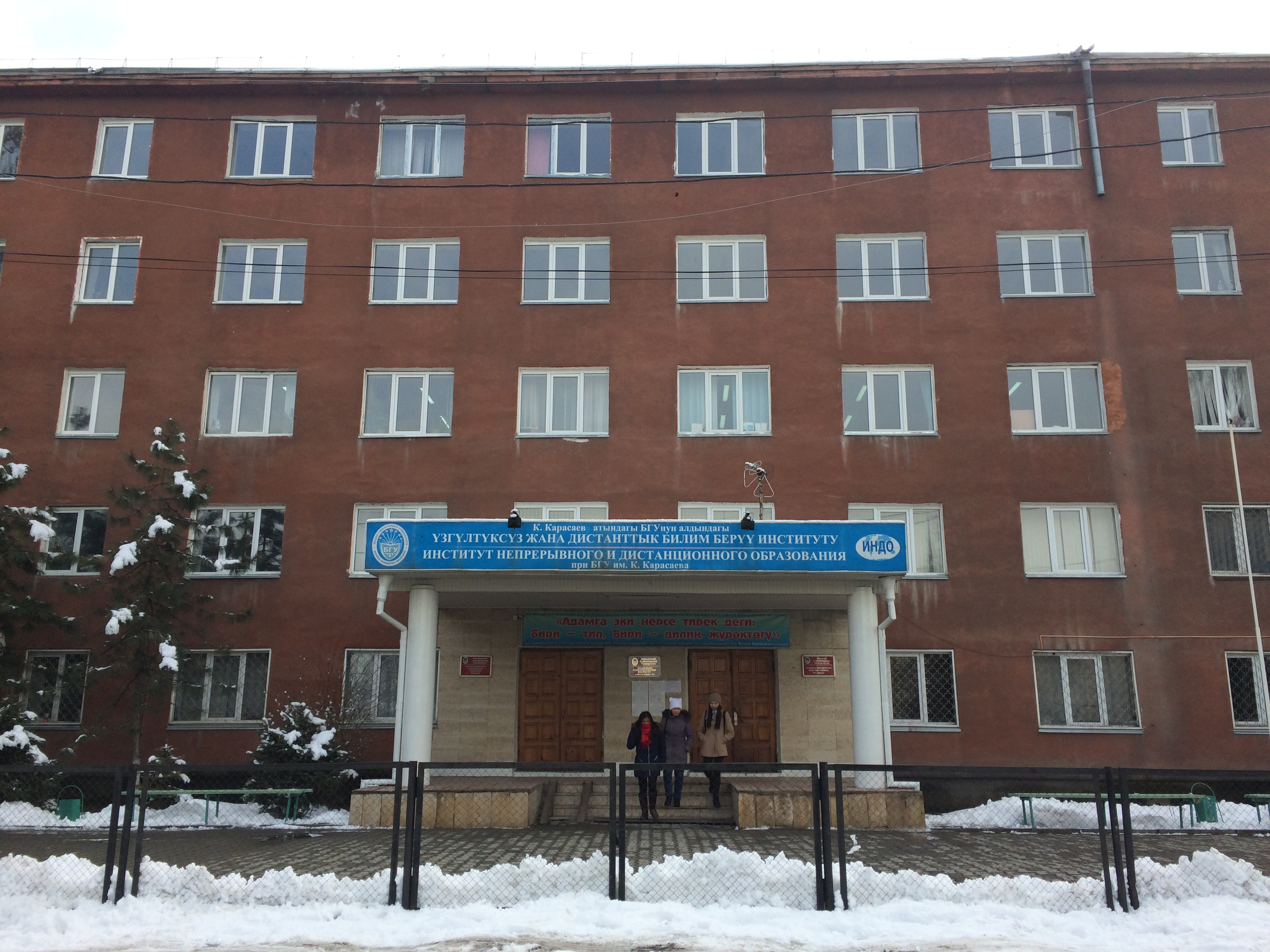
ビシケク人文大学通信教育部

学部は、全9学部、1通信教育部で構成されており、各学部に講座が設置されている。
- キルギス語キルギス文学部
  - 国家語学講座
  - キルギス語学講座
  - キルギス文学講座
  - チュルク語文学講座
- スラブ語スラブ語文学部
  - 上海協力機構大学（ロシア語版）教育プログラム
  - ロシア語ロシア文学講座
  - 公用語学講座
  - 教育学・心理学講座
  - 地域・国際文化学講座
  - ロシア文学史講座
- 東洋国際関係学部
  - 外国語学（英語）講座
  - 韓国・朝鮮語文学講座
  - 中近東諸語文学講座
  - 歴史学講座
  - 国際関係学講座
  - 日本語日本文学講座
- ヨーロッパ文明学部
  - 英語学講座
  - ドイツ語学講座
  - 通訳・翻訳学講座
  - リソースセンター
- ジャーナリズム・メディア学部
  - 情報科学講座
  - 社会情報学講座
  - ジャーナリズム・広報学講座
- キルギス中国学部
  - 中国語学講座
  - 中国語中国文学講座
  - 国際経済学講座
  - 哲学講座
- エコロジー・マネジメント学部
  - 地理学・環境科学講座
  - 行政サービス学講座
  - 環境科学講座
- 社会心理学部
  - 社会心理学実践学講座
  - 政治・法律学講座
  - 社会学講座
- 経済・金融マネジメント学部
  - 会計学講座
  - 金融学講座
  - 経済・経営学講座
- 通信教育部ビシケク人文大学通信教育部

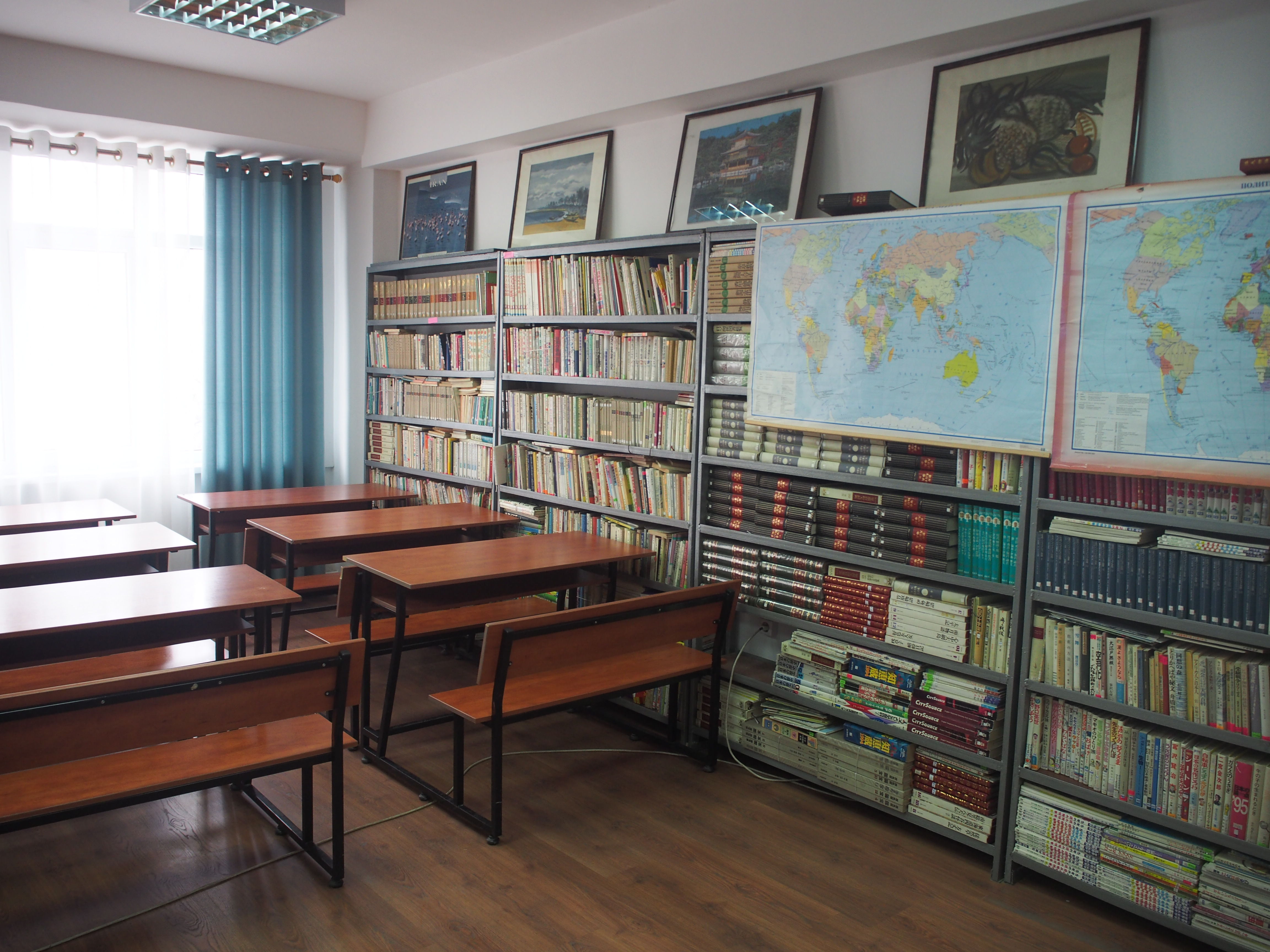
東洋国際関係学部図書室

## 東洋国際関係学部
- 東洋文献学（歴史・言語）、言語学、国際関係論の専門研究を行う学生が在籍している。

- 英語は必修外国語（全学共通の第一外国語）となっている。

- キルギス語（国家語）、ロシア語（公用語）も２年生まで学習する。

- トルコ語、アラビア語、ペルシャ語、韓国・朝鮮語、日本語の5言語の中から、専門研究のための第一東洋言語選択し、4年間学習する（言語学専攻のみ第二東洋言語も選択）。
- 大学院修士課程は東洋文献学（歴史・言語）専攻、国際関係学専攻の2専攻である。
- 学部図書室も設置されている。
- 毎年4月に学部主催で「言語フェスティバル」が行われ、各講座に所属する学生が専攻言語（英語、韓国・朝鮮語、トルコ語、ペルシャ語、アラビア語、日本語）で外国語劇を行なったり、歌やダンスを披露している。

## 付属機関
インスティチュート、短期大学部（カレッジ）、付属リツェイ（後期中等教育学校）、大学付属図書館が設置されている。

## 学生生活

### クラブ・サークル活動
ビシケク国立大学には、ボランティアサークルSIDOK (Students in Development of Kyrgyzstan) が存在する。学生が主体となって社会貢献活動を積極的に推進している。具体的には、「肝炎予防プロジェクト」「エコロジーをテーマにした活動」「青年カンファレンス」の企画・開催を行っている。キルギス国内で活動しているJICAボランティアと共同で活動することもある。

### 日本関係（東洋国際関係学部日本語日本文学講座）
東洋国際関係学部日本語日本文学講座の学生は、毎年多くの学生が日本語弁論大会に参加し、国際大会（中央アジア日本語弁論大会、モスクワ国際学生日本語弁論大会）にも出場している。また、キルギス共和国日本語教師会やキルギス共和国日本人材開発センターが主催する行事、JICAボランティアが企画・運営する行事に積極的に参加し、日本文化体験や、プレゼンテーションを通じて、国際的な視野を広げている。
2017年4月には、大学コンサートホールにて「第21回中央アジア日本語弁論大会」が実施された。「中央アジア日本語弁論大会」は、キルギス、カザフスタン、ウズベキスタン、トルクメニスタン、タジキスタンの５カ国の代表が集う国際大会で、キルギス、ウズベキスタン、カザフスタンの3か国持ち回りで行われている。

## 研究成果の公開
年に4回、定期的に大学の紀要（ビシケク人文大学単独と、イシククル国立大学とビシケク国立大学の共同紀要の2種類）を発行し、教員の研究成果を外部に公開している。紀要の論文は大学ウェブサイトでも公開されており、アクセスすることができる。
東洋国際関係学部日本語日本文学講座の教員については、異文化コミュニケーションや日本語教育の研究活動とともに、キルギス人日本語学習者のための日本語学習教材開発や、日本語母語話者のためのキルギス語、ロシア語教材の開発などにも力を入れている。

## 国際交流
大学では、JICAやKOICAなどのボランティア教員を中心として、アメリカ、ドイツ、日本、韓国、トルコ、中国からのネイティブ教員が活躍している。学術交流および交換留学・講師派遣に関する協定は、CIS諸国、東アジア及び東南アジア諸国、中近東、欧米など、多数の教育機関・研究施設と結んでおり、学内に協定校の分室としての役割を果たす学術センターもいくつか開設されている。

## 日本の大学との学術交流協定
北海道教育大学、大阪教育大学、筑波大学、跡見学園女子大学、茨城キリスト教大学、創価大学、国士舘大学、四国大学、事業創造大学院大学、天理大学
上記の大学と協定を結んでおり、交換留学（春派遣・秋派遣）や日本語教育インターン実習、図書寄贈等、日本文化セミナー、大学間の交流が活発に行われている。

## フォトギャラリー

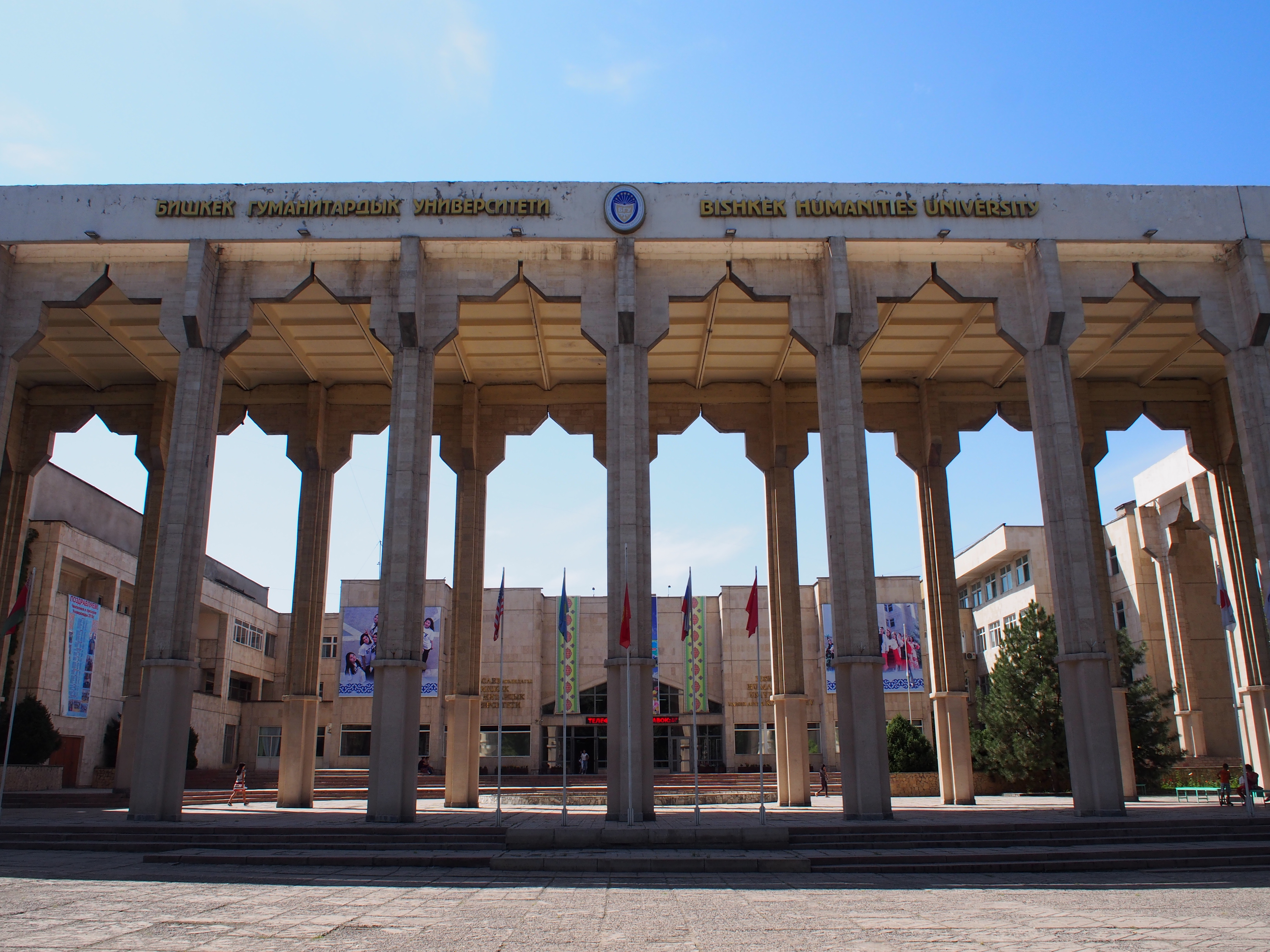
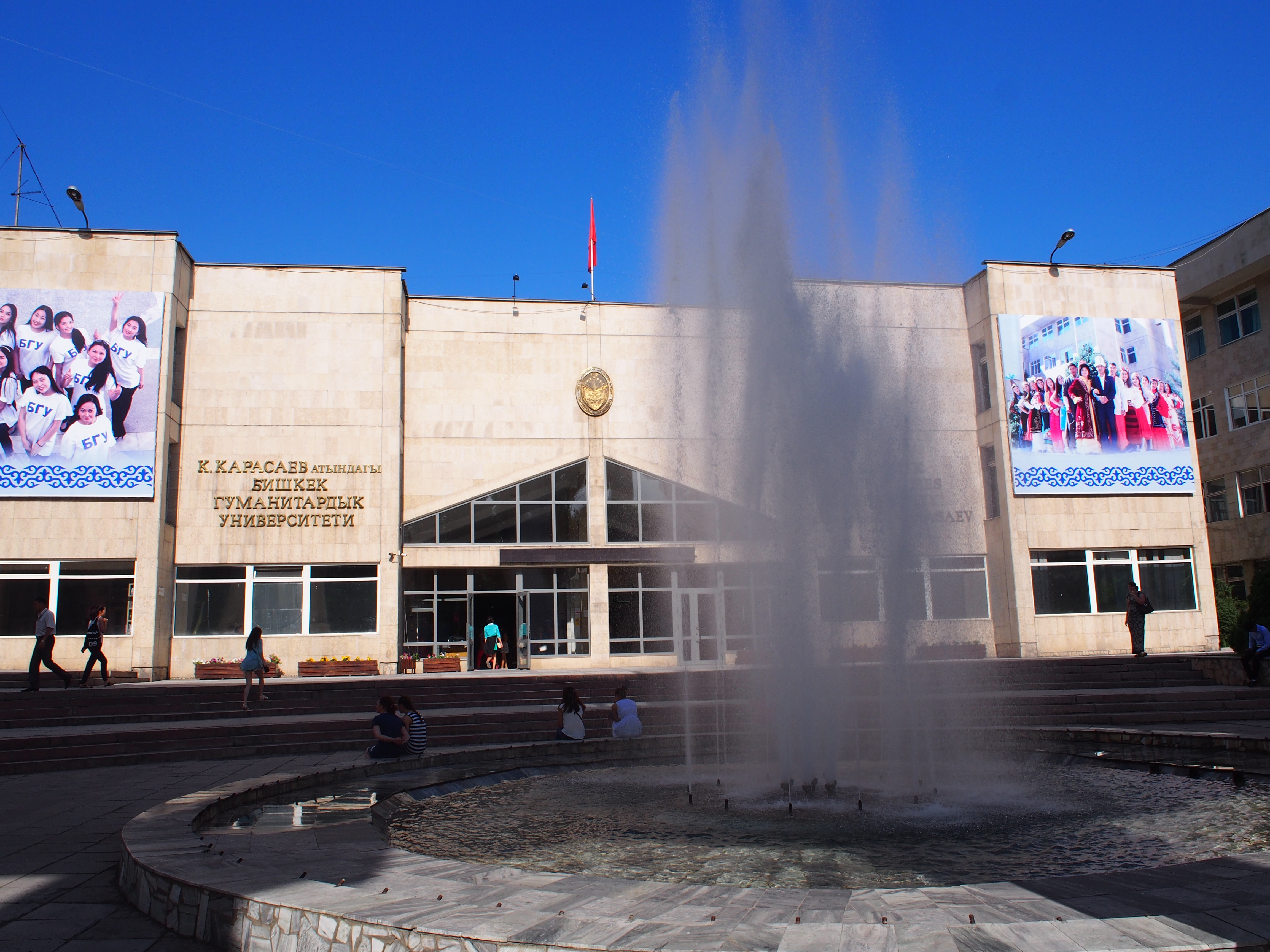
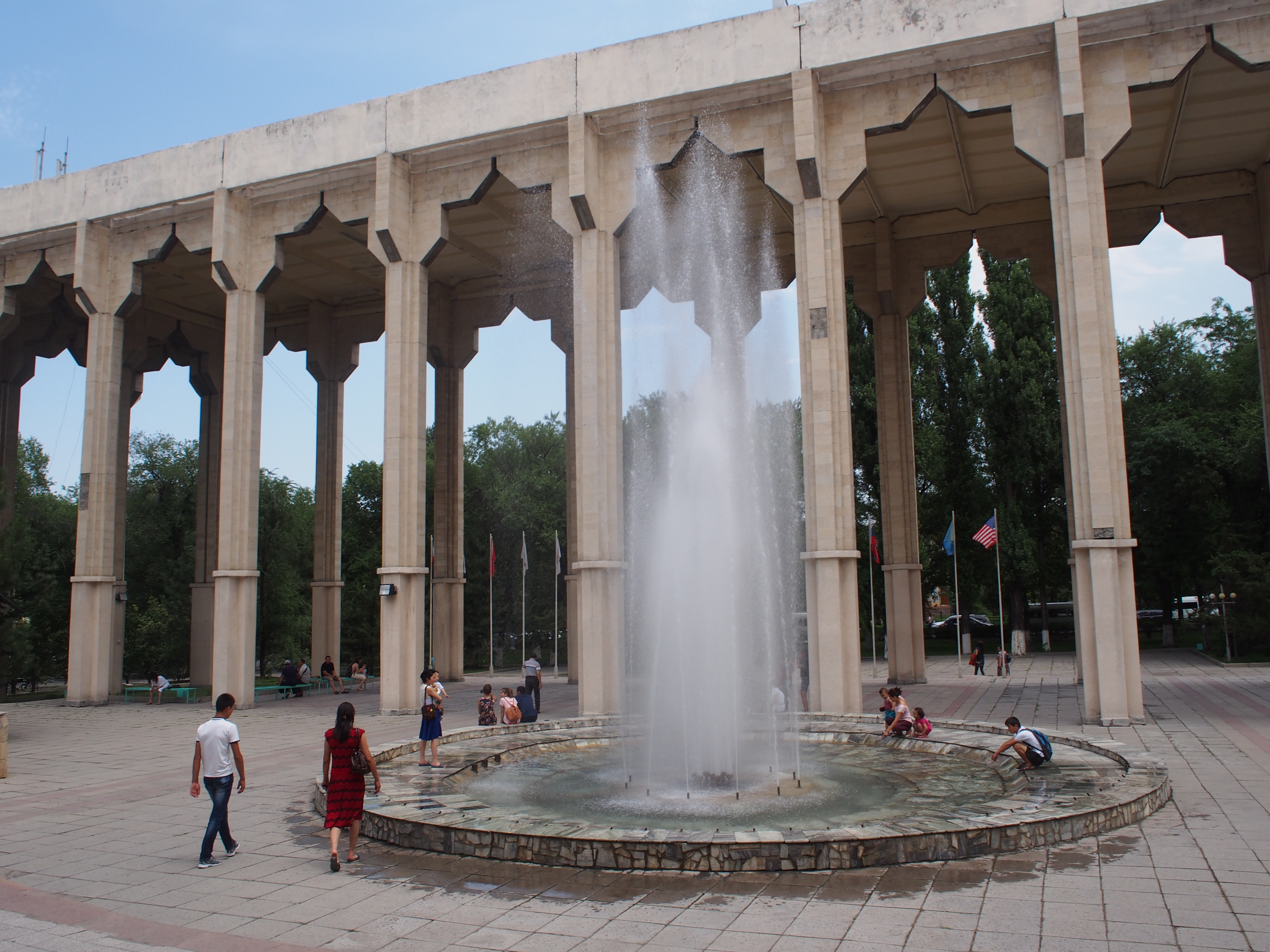
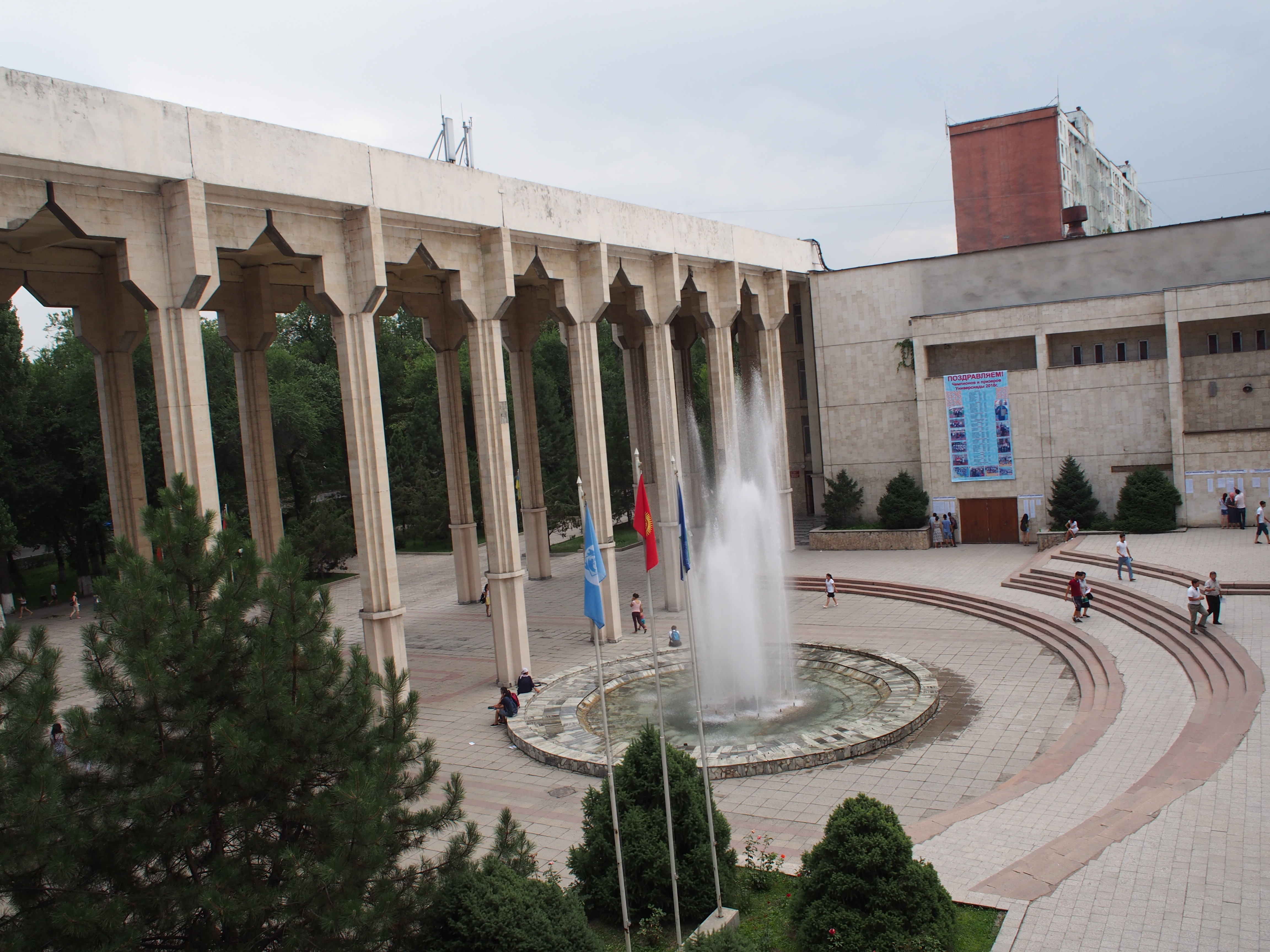
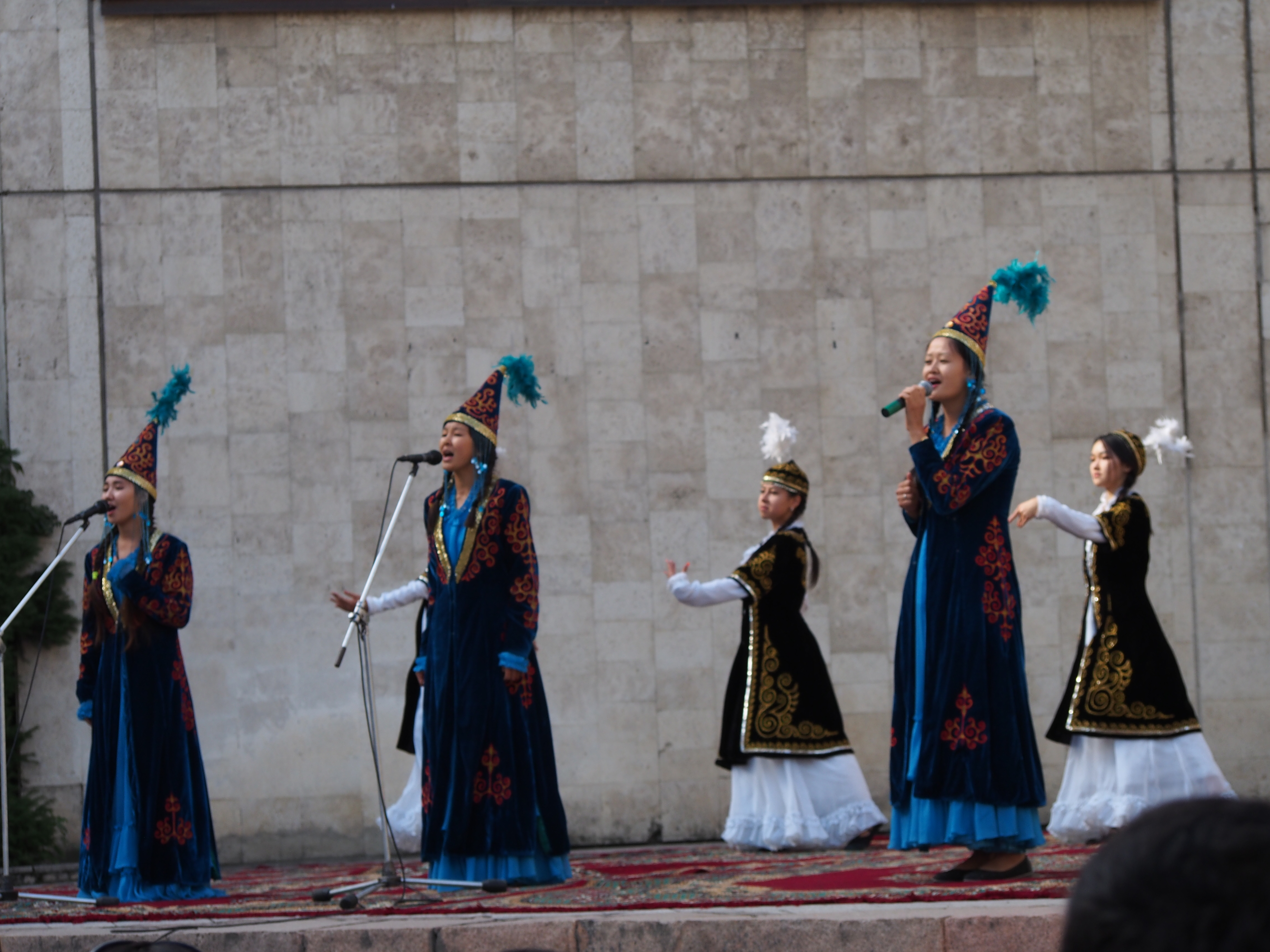
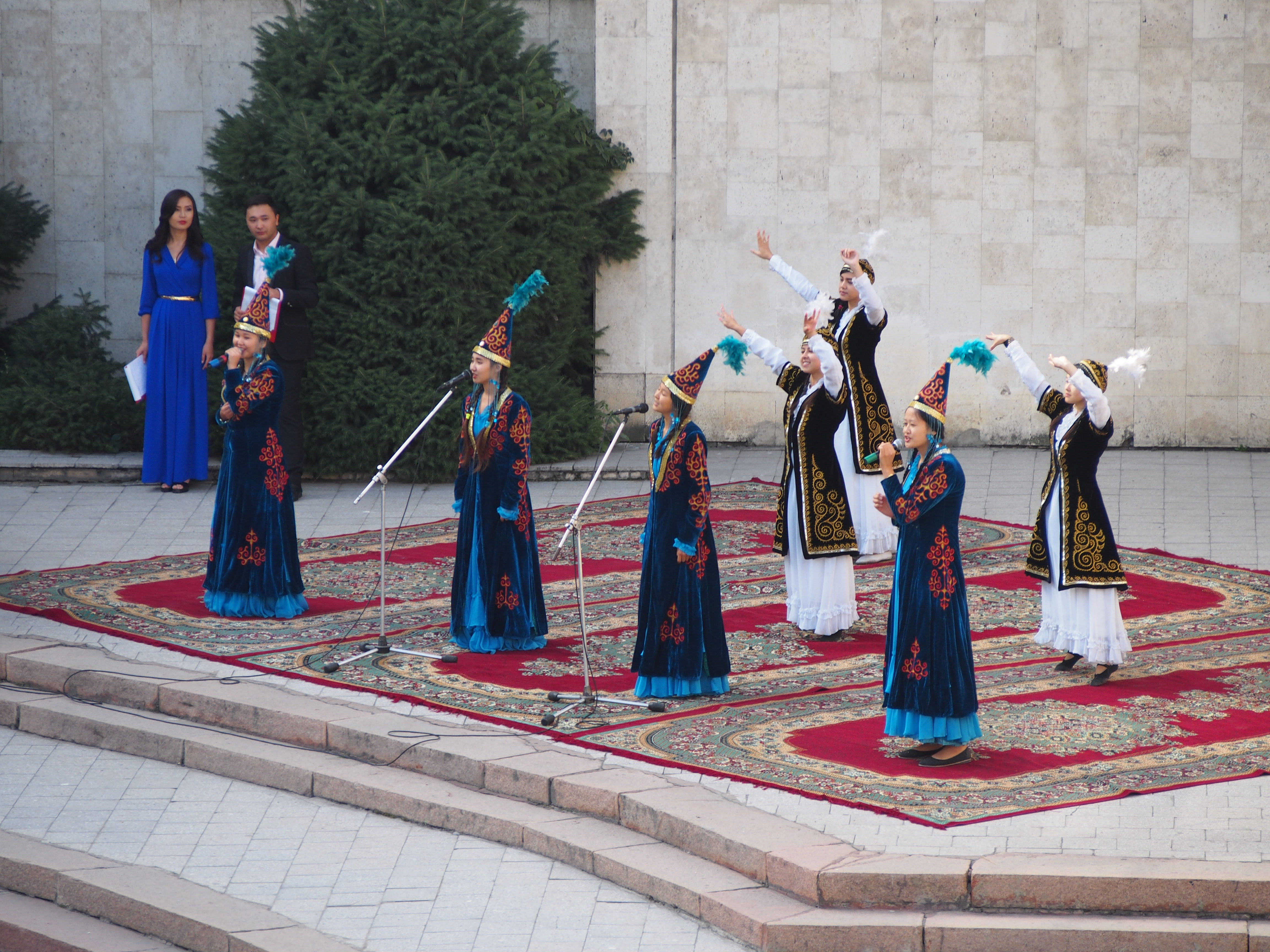
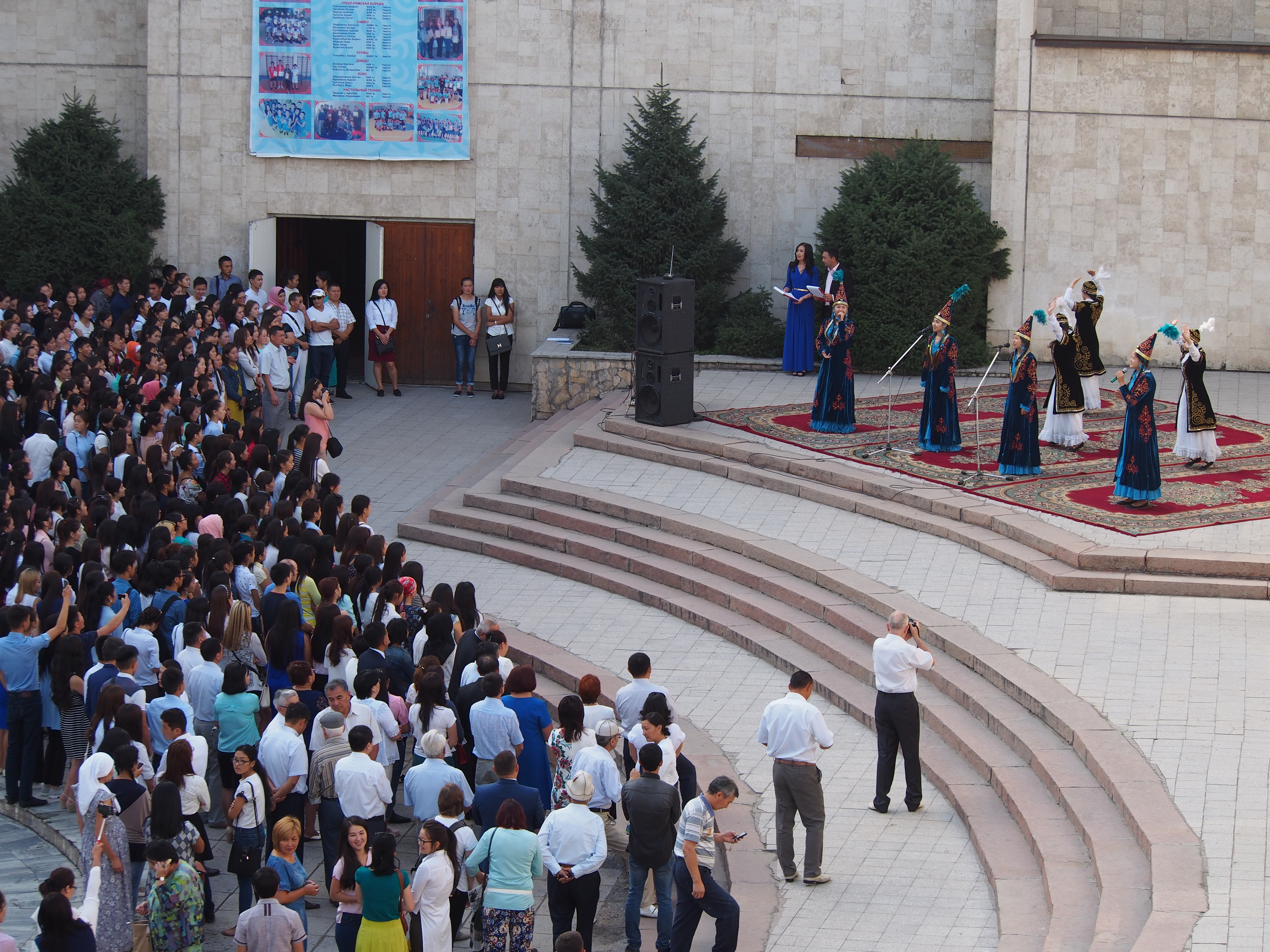
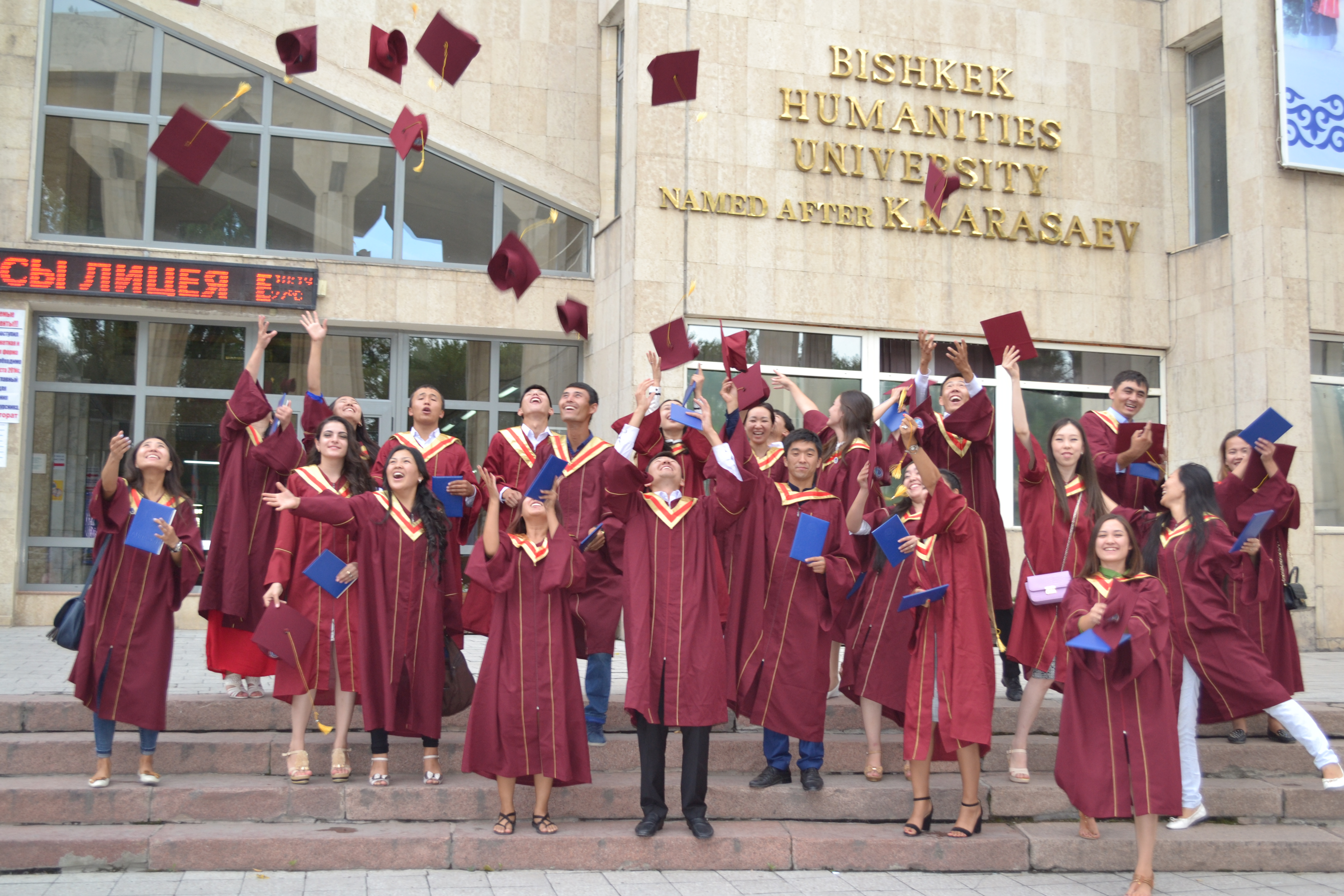